# Хорватія та євро
Хорватська валюта, куна, використовувала євро (і до цього один з основних попередників євро, німецьку марку) як основний орієнтир з моменту його створення в 1994 році та давню політику Хорватського національного Банку, щоб підтримувати курс у відносно стабільних межах.
Членство Хорватії в ЄС зобов'язує її врешті приєднатися до єврозони[джерело?]. До вступу Хорватії до ЄС 1 липня 2013 року Борис Вуйчич, керівник Хорватського національного банку, заявив, що хотів би, щоб куна була замінена євро якомога швидше після вступу. Це має пройти принаймні через два роки після вступу Хорватії до ERM2 (на додаток до того, що вона відповідає іншим критеріям). Хорватія приєдналася до ERM II 10 липня 2020 року. Центральний курс куни був встановлений на рівні 1 євро = 7,53450 куни.
Багато малих підприємств Хорватії мали борги, виражені в євро, до вступу в ЄС. Хорвати вже використовують євро для більшості заощаджень та багатьох неформальних операцій. Ціни на нерухомість, автомобілі та житло в основному вказані в євро.
5 липня 2022 року парламент ЄС схвалив вступ Хорватії до єврозони 539 голосами «за», 45 «проти» та 48 утрималися. Парламент заявив, що Хорватія виконала всі критерії для переходу на євро 1 січня 2023 року. Останнім кроком є ухвалення пропозиції на засіданні Ради з економічних і фінансових питань 12 липня 2022 року.

## Громадська думка
Громадська підтримка євро в Хорватії 

## Історія

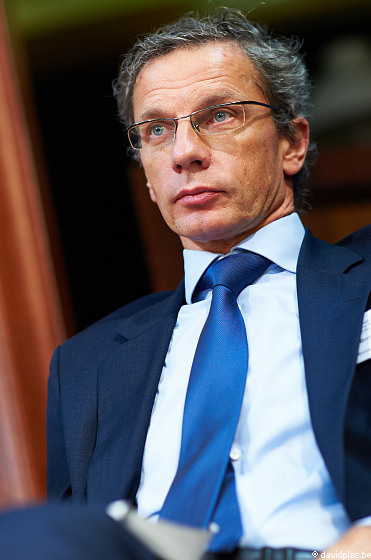
Я завжди цитую пісню Боба Ділана «Коли у вас нічого немає, вам нема чого втрачати». Якщо у вас немає незалежної монетарної політики, що ви втратите, вступивши до валютного союзу? — Борис Вуйчич, керівник Хорватського національного банку, робить аналогію щодо давно проведеної в Хорватії монетарної політики, спрямованої на євро.

Хорватський національний банк передбачав прийняття євро протягом двох-трьох років після вступу до ЄС. Однак реакція ЄС на фінансову кризу в єврозоні затримала прийняття Хорватією євро. Власна підрядна економіка країни також створює серйозну проблему для країни, яка відповідає критеріям конвергенції. Хоча зацікавлений у прийнятті євро, за місяць до вступу Хорватії до ЄС Вуйчич визнав, «… ми не маємо на увазі дати [приєднання до єдиної валюти] на цей момент». Європейський центральний банк очікував, що Хорватія буде затверджена для членства в ERM II не раніше 2016 року, а прийняття євро відбудеться у 2019 році.
У квітні 2015 року президент Колінда Грабар-Кітарович заявила в інтерв'ю Bloomberg, що «впевнена, що Хорватія введе євро до 2020 року», тоді як прем'єр-міністр Зоран Міланович заявив на засіданні уряду, що «деякі випадкові оголошення про введення Хорватії євро не повинні сприйматися серйозно. Ми постараємося зробити це якомога швидше, але я відмежовуюсь від будь-яких дат і прошу вас не коментувати це. Коли країна буде готова, вона увійде в зону євро. Критерії дуже чіткі». У листопаді 2017 року прем'єр-міністр Андрій Пленкович заявив, що Хорватія прагне приєднатися до ERM-2 до 2020 року та запровадити євро до 2025 року. Жан-Клод Юнкер, президент Єврокомісії, заявив у червні 2019 року, що «Хорватія готова приєднатися до ERM-2».
Лист про наміри вступу в механізм ERM II був відправлений на 5 липня 2019 року до ЄЦБ, підписаний міністром фінансів Здравко Marić і губернатора хорватського Національного банку Борис Вуйчич. Лист означає перший формальний крок на шляху до прийняття євро. Хорватія зобов'язується приєднатися до Банківського союзу Європейського Союзу в рамках своїх зусиль щодо вступу до ERM II. 23 листопада 2019 року єврокомісар Вальдіс Домбровскіс заявив, що Хорватія може приєднатися до ERM II у другій половині 2020 року.
Хорватія приєдналася до ERM2 10 липня 2020 року. Центральний курс куни був встановлений на рівні 1 євро = 7,53450 куни. Найпершою датою прийняття євро, яка вимагає двох років участі в ERM, є 1 січня 2023 року.
У січні 2022 року прем'єр-міністр Хорватії Андрей Пленкович оголосив, що з 5 вересня ціни в країні відображатимуться як у кунах, так і в євро, а також протягом усього 2023 року. У 2023 році кожен зможе обміняти куни на євро безоплатно в банках, у відділеннях хорватської пошти, а також у відділеннях фінансових послуг і платіжних систем.
13 травня 2022 року парламент Хорватії проголосував за пропозицію запровадити євро як законний платіжний засіб.
У травні 2022 року Єврокомісія завершила оцінку прогресу Хорватії. Офіційне рішення про прийняття євро приймається радою ЄС з питань економіки та фінансів, і очікується, що воно буде прийняте вже в липні. Хорватія приєдналася до ERM II 10 липня 2020 року, згодом це рішення повинно бути принаймні через два роки після приєднання Хорватії до ERM II.
1 червня 2022 року Комісія оцінила у своєму звіті про конвергенцію за 2022 рік, що Хорватія виконала всі критерії для приєднання до зони євро, і запропонувала Раді, щоб Хорватія запровадила євро 1 січня 2023 року.
16 червня 2022 року країни-члени єврозони рекомендували Хорватії стати 20-м членом. Пашал Донохоу, президент Єврогрупи, сказав:
Мені дуже приємно оголосити, що сьогодні Єврогрупа погодилася, що Хорватія виконує всі необхідні умови для прийняття євро.
24 червня 2022 року Європейська Рада підтримала пропозицію Комісії щодо прийняття Хорватією євро. «Він схвалює пропозицію Комісії про те, щоб Хорватія запровадила євро 1 січня 2023 року, і запрошує Раду ЄС з економіки фінансів швидко прийняти відповідні пропозиції Комісії», — додала Рада.
Європейський парламент голосуватиме з цього питання 5 липня 2022 року. Якщо це голосування буде позитивним, міністри фінансів країн-членів ЄС у Раді Європейського Союзу офіційно вирішать дозволити приєднання Хорватії до єврозони в середині липня.
5 липня 2022 року парламент ЄС схвалив вступ Хорватії до єврозони 539 голосами «за», 45 «проти» та 48 утрималися. Парламент заявив, що Хорватія виконала всі критерії для переходу на євро 1 січня 2023 року. Останнім кроком є ухвалення пропозиції на засіданні Ради з економічних і фінансових питань 12 липня 2022 року.